# حتسف
حتسف هي إحدى وحدات شعبة الاستخبارات العسكرية الإسرائيلية «أمان» وهي المسئولة عن متابعة ومراقبة وسائل الإعلام ومواقع التواصل الاجتماعي الخاصة بالعرب والفلسطينيين. وهي جزء من وحدة 8200.

## التأسيس
أنشئت “حتسف” منذ أكثر من 10 سنوات، حيث تقوم الوحدة بإمداد الاستخبارات العسكرية الصهيونية «أمان» بالمعلومات الهامة التي يمكن الاستفادة منها في اتخاذ القرارات والعمليات الأمنية.

## طريقة العمل
تعتمد وحدة «حتسف» على مراقبة كل ما ينشر عبر مواقع التواصل الاجتماعي والتجسس على المحادثات التي تتم على موقع «فيس بوك»، بالإضافة إلى تتبع الشخصيات التي تؤثر في الرأي العام والنشيطة على مواقع التواصل الاجتماعي. وتهتم الوحدة بكل كلمة تكتب، أو صورة ترفع على مواقع التواصل الاجتماعي، وتولى لها اهتمام كبير، ثم بعد ذلك تقوم بتحليلها واستنتاج الصحيح منها، واستخلاص المعلومات الخطيرة.

## عدد المُجندِين
تتشكل “حتسف” من عشرات الجنود والمجندات الذين يجيدون اللغة العربية والفارسية، ويعملون على مدار الـ 24 ساعة لجمع معلومات.